# 1925 코파 델 레이 결승전
1925 코파 델 레이 결승전(스페인어: La Final de la Copa del Rey de 1925)은 스페인의 컵대회인 코파 델 레이의 23번째 결승전이다. 이 경기는 1925년 5월 10일에 세비야의 레이나 빅토리아에서 진행되었다. 바르셀로나는 아레나스 게초를 2–0으로 이기고 통산 6번째 우승을 차지했다.

## 상세 경기 정보
| 바르셀로나               | 2–0 | 아레나스 게초 |
| ------------------------ | --- | ------------- |
| 사미티에르 9′ · 산초 34′ |     |               |

| 바르셀로나 | 아레나스 게초 |

| 바르셀로나: |    |                      |
|             |    |                      |
| GK          | 1  | 플러트코 페렌츠      |
| DF          | 2  | 호세 플라나스        |
| DF          | 3  | 에밀 발터            |
| MF          | 4  | 라몬 토랄바          |
| MF          | 5  | 아구스틴 산초        |
| MF          | 6  | 도밍고 카루야        |
| FW          | 7  | 비센테 피에라        |
| FW          | 8  | 아르나우             |
| FW          | 9  | 주제프 사미티에르    |
| FW          | 10 | 파울리노 알칸타라    |
| FW          | 11 | 에밀리오 사히-바르바 |
| 감독:       |    |                      |
| 랠프 커비   |    |                      |

| 아레나스 게초: |    |                       |
|                |    |                       |
| GK             | 1  | 호세 마리아 하우레기  |
| DF             | 2  | 페드로 바야나         |
| DF             | 3  | 도밍고 카레아가       |
| MF             | 4  | 호세 우레스티         |
| MF             | 5  | 안토니오 라냐         |
| MF             | 6  | 호세 마리아 페냐      |
| FW             | 7  | 하비에르 리베로       |
| FW             | 8  | 마테오 아기레고이티아 |
| FW             | 9  | 호세 마리아 예르모    |
| FW             | 10 | 피델 세수마가         |
| FW             | 11 | 로부스티아노 빌바오   |

| 코파 델 레이 1925 우승 |
| ---------------------- |
| 바르셀로나 6번째 우승  |